# Сто вёрст по реке (фильм)
«Сто вёрст по реке» (латыш. Simts judzes pa upi) — латвийский художественный кинофильм, поставленный режиссёром Эриком Лацисом в 1991 году на Рижской киностудии по мотивам рассказов Александра Грина. Это драматическое повествование о первом увлечении и разочаровании, любви и неверии, преступлении и наказании.

## Сюжет
Герой фильма Нок, пережив предательство возлюбленной Тэмэзы, навсегда, казалось бы, теряет веру в любовь и преданность. Однако встреча с юной Гелли, совместное пребывание в нелегких условиях и постоянно грозящей опасности, заставляют их сблизиться, понять и полюбить друг друга.

## В ролях
| Актёр              | Роль   |
| ------------------ | ------ |
| Юрис Жагарс        | Нок    |
| Лелде Викмане      | Тэмэза |
| Dace Garjāne       | Гелли  |
| Юрис Леяскалнс     |        |
| Мартиньш Вердиньш  |        |
| Антра Лиедскалныня |        |